# Aminomuconato-semialdeide deidrogenasi
La aminomuconato-semialdeide deidrogenasi è un enzima appartenente alla classe delle ossidoreduttasi, che catalizza la seguente reazione:
2-aminomuconato 6-semialdeide + NAD+ + H2O ⇄ 2-aminomuconato + NADH + 2 H+
Agisce anche su 2-idrossimuconato semialdeide.